# スタジオビースト
スタジオビースト（英：studio B-ST）は、愛知県名古屋市天白区にあるスタント・アクションチーム他、日本で教室を運営しているスタジオである。スタントチームB-ST、アクションチームB-STとの表記もある。
運営は株式会社B-ST・Entertainment。2022年の会社設立までは代表である大隈厚志の個人事業で運営されていた。

## 概要
日本国内や海外でスタントとして第一線で活動をしていた大隈厚志、佐藤元、藤田房代と共に2016年に設立。名古屋市天白区にスタジオを開き、東海地方を中心に活動。スタジオBOSの姉妹スタジオとなる。
チームの練習用スタジオを利用して、一般向けの教室を開講し、東海地方初めてのトリッキングの教室も行っている。

## 所属タレント

### スタントメンバー・ワイヤーリガー
- 大隈厚志（代表）
- 佐藤元
- 藤田房代

### 講師
- 川野高渡
- 小川雅己
- anna
- MIKI

### アクションメンバー
- 高橋翔太
- 大野恵敏
- 大平功徳
- 成田夏海
- 三輪珠輝
- 佐藤万友帆

## 教室
- アクション初級
- アクション上級
- アクション大人
- こども体操教室
- kidsアクロバット
- トリッキング
- バク転
- キッズHIP HOP
- キッズSTYLE JAZZ
- HIP HOP
- FREE STYLE JAZZ
- ソードアクション

## チーム参加作品
2016年
- テレビ愛知『日曜なもんで!』、「調べてみた 最新交通事故対策」のコーナーでB−ST所属スタントマンによるインタビュー出演[3]。
- NHK Eテレ『Let's天才てれびくん』[4] トリッキング講師、タカト先生・モトキ先生が忍者として出演[5]。
- 東海テレビ『福田彩乃のハツモノ』福田彩乃さんがスタジオB-STでアクションに挑戦[6][出典無効]。
- 『スペース・スクワッド ギャバンVSデカレンジャー』　- 大隈厚志
- JAバンクあいち - ウインターキャンペーンのCM
- 舞台「さらば俺たち賞金稼ぎ団」 - アクション監督：大隈厚志